# HD 23055
HD 23055，又名BD-20 687，SAO 149114、HR 1128，是一颗恒星，视星等为6.59，位于銀經211.27，銀緯-50.46，其B1900.0坐标为赤經3h 36m 54.2s，赤緯-19° -50.46′ 20″。